# Barbarea bosniaca
Barbarea bosniaca är en korsblommig växtart som beskrevs av Svante Samuel Murbeck. Barbarea bosniaca ingår i släktet gyllnar, och familjen korsblommiga växter. IUCN kategoriserar arten globalt som otillräckligt studerad. Inga underarter finns listade i Catalogue of Life.